# 矮鼠麴草
矮鼠麴草（学名：Gnaphalium stewartii）是菊科鼠麴草属的植物。分布在印度以及中国大陆的西藏、云南、新疆等地，生长于海拔2,500米的地区，一般生长在高山较干旱的草坡上，目前尚未由人工引种栽培。